# Deudorix diocles
Deudorix diocles är en fjärilsart som beskrevs av William Chapman Hewitson 1869. Deudorix diocles ingår i släktet Deudorix och familjen juvelvingar. Inga underarter finns listade i Catalogue of Life.

## Bildgalleri

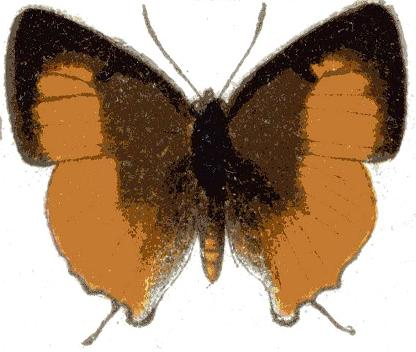
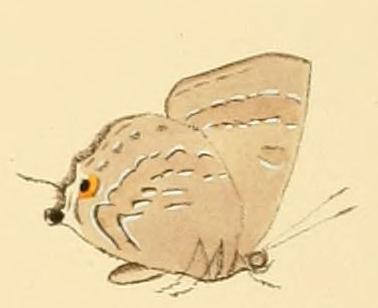
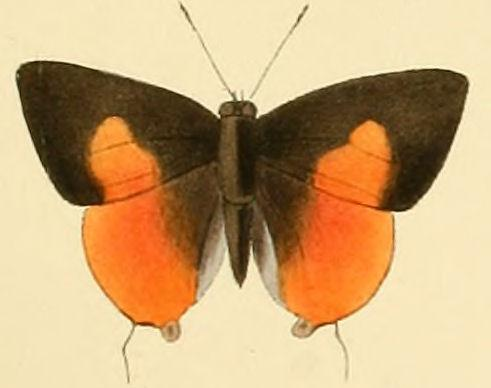
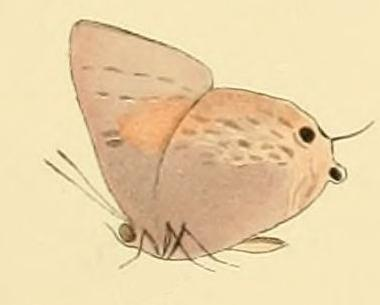
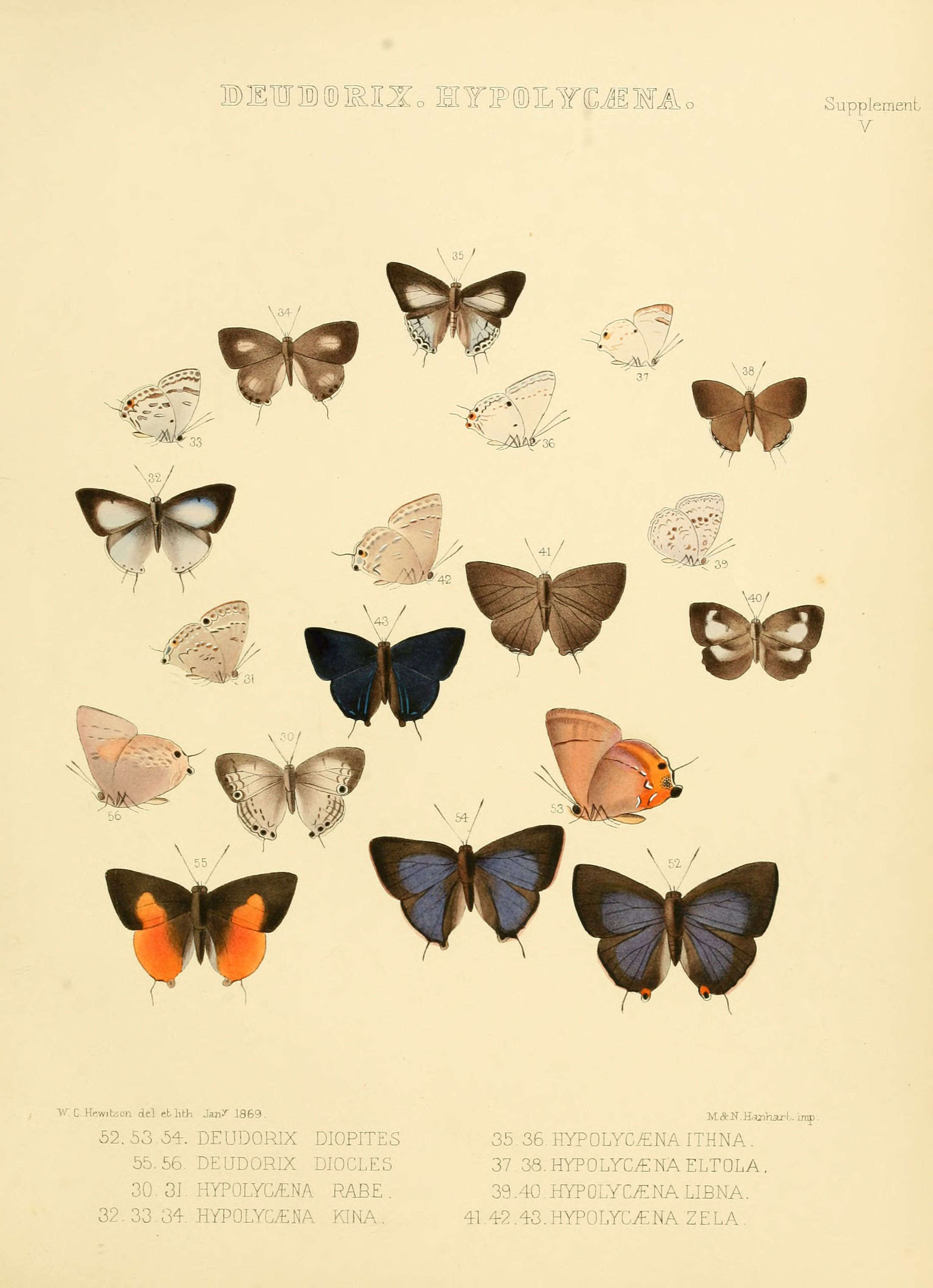
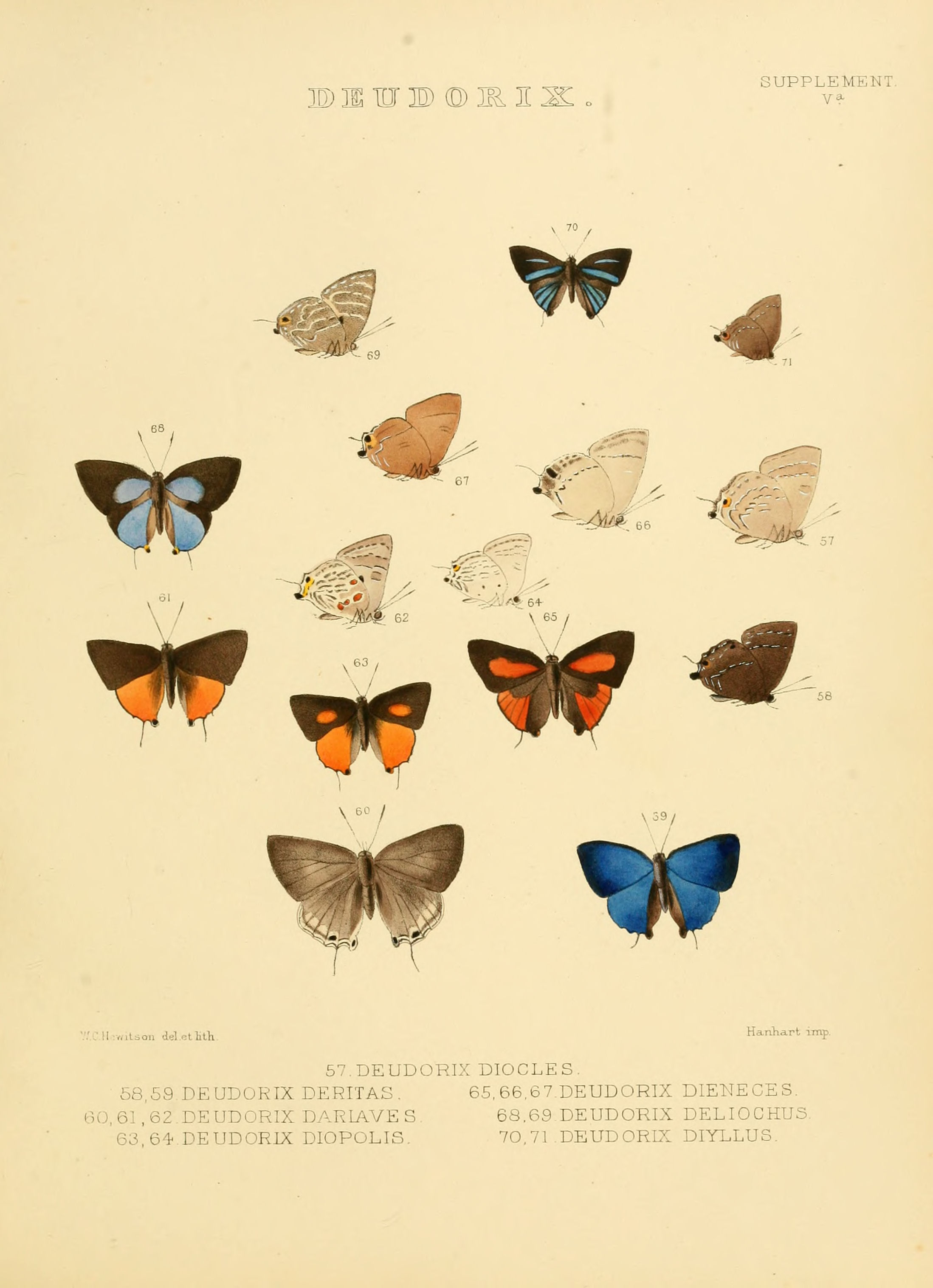